# 北田街道
北田街道是中国陕西省西安市临潼区下辖的一个街道。

## 行政区划
北田街道下辖以下行政区：
北田村、西渭阳村、东渭阳村、尖角村、滩王村、田严村、增月村、周闫村、温梁村、月掌村、马陵村